# Pidhirne, Nikopol
Pidhirne (în ucraineană Підгірне) este un sat în comuna Kirove din raionul Nikopol, regiunea Dnipropetrovsk, Ucraina.

## Demografie
Componența lingvistică a localității Pidhirne
     Ucraineană (92,31%)
     Rusă (7,69%)
Conform recensământului din 2001, majoritatea populației localității Pidhirne era vorbitoare de ucraineană (92,31%), existând în minoritate și vorbitori de rusă (7,69%).